# Europäischer Meeres-, Fischerei- und Aquakulturfonds
Der Europäische Meeres-, Fischerei- und Aquakulturfonds (EMFAF), früher Finanzinstrument für die Ausrichtung der Fischerei (FIAF), Europäischer Fischereifonds (EFF),  Europäischer Meeres- und Fischereifonds (EMFF), ist einer der fünf Europäischen Struktur- und Investitionsfonds, der die Strukturpolitik-Säule der Gemeinsamen Fischereipolitik der EU finanziert.

## Geschichte
Finanzinstrument für die Ausrichtung der Fischerei (FIAF) wurde erstellt durch die Verordnung (EWG) Nr. 3760/92 des Rates als ein Instrument der EU-Strukturpolitik, die sich auf die Verordnung (EG) Nr. 1260/1999 des Rates mit allgemeinen Bestimmungen zu den Strukturfonds stützt. Ziel war, Strukturmaßnahmen zu fördern, die im Sektor der Fischerei bzw. Aquakultur sowie im Bereich der Verarbeitung und Vermarktung der entsprechenden Erzeugnisse getätigt werden. FIAF wurde geschaffen, um durch Modernisierung der Flotten und Fischereihäfen sowie durch Förderungen der Fischzucht, der Verarbeitung und Vermarktung von Fischereiprodukten eine Anpassung der europäischen Fischereistrukturen an den Weltmarkt zu unterstützen. Die Strukturfonds der EU wurden 1993 um das FIAF erweitert.